# Le Schisme des mages

Le Schisme des mages est la seconde série de fantasy de l’auteur Louise Gauthier.
L’histoire se déroule 1500 ans avant les aventures décrites dans la saga intitulée Le pacte des elfes-sphinx. On y retrouve le même univers avec ses trois lunes, le cours de ses saisons et l’héritage culturel que les Ejbälas ont laissé aux représentants de leurs différentes lignées.
Quinze siècles avant son exil, la communauté des elfes-sphinx vit au nord du continent d’Anastavar, sur les territoires de Tyr op Ejbälas. Le peuple des Longs-Doigts se tient aussi loin que possible de la barbarie des sociétés humaines qui pratiquent l'esclavage et se livrent à des guerres territoriales incessantes.
Dans cette saga, le lecteur découvre les événements qui sont à l’origine de la dévastation des terres qui deviendront Tyr op Komme (La terre des damnés). Elle relate aussi les causes de la haine qu’Artos entretient envers ses anciens amis, Hurtö et Mauhna. Le titre de la série fait référence à cette rupture qui conduit Artos à renier la magie blanche au profit de la sorcellerie.
La série se conclut avec l’exil du peuple des elfes-sphinx et sa rencontre avec Garomil Le Juste, l’ancêtre du roi Mélénor.

## SérieLe Schisme des mages
1. Frères de sang, roman FY • Boucherville, De Mortagne, 492 pages, 2009.
2. Les Âmes sœurs, roman FY • Boucherville, De Mortagne, 505 pages, 2010.
3. Le Fils déchu, roman FY • Boucherville, De Mortagne, 523 pages, 2011.
4. La Révolte des elfes, roman FY • Boucherville, De Mortagne, 548 pages, 2013.